# Emmanuel Okombo
Emmanuel Okombo Wandera (ur. 29 listopada 1942 w Bungoma) – kenijski duchowny rzymskokatolicki, w latach 2003–2019 biskup Kericho.

## Życiorys
Święcenia kapłańskie przyjął 30 listopada 1972 i został inkardynowany do diecezji Kisumu. Pracował m.in. jako rektor seminarium w Mukumu. W 1987, po utworzeniu diecezji Bungoma, został kapłanem tejże diecezji. Pełnił w niej funkcje m.in. wikariusza generalnego oraz proboszcza parafii katedralnej.
22 marca 2003 otrzymał nominację na biskupa Kericho. Sakry biskupiej udzielił mu 24 maja 2003 ówczesny nuncjusz apostolski w Kenii, abp Giovanni Tonucci.
14 grudnia 2019 przeszedł na emeryturę.